# Marko Pavlovski
Pour les articles homonymes, voir Pavlovski.
Marko Pavlovski (en serbe : Марко Павловски) né le 7 février 1994 à Belgrade, est un footballeur serbe évoluant au poste de milieu de terrain.

## Carrière

### Club
- 2021  Riteriai
- 2022  FK Sūduva
- 2025  DFK Dainava

## Palmarès
- Vainqueur du championnat d'Europe des moins de 19 ans 2013 avec l'équipe de Serbie